# 东风型内燃机车
东风型内燃机车，原称巨龙型内燃机车、ND型内燃机车，是中国铁路使用的内燃机车之一，也是中国第一代电传动内燃机车的代表车型。东风型内燃机车是由大连机车车辆厂于1958年试制、经改进设计后于1964年投入批量生产的干线货运内燃机车，机车以仿制苏联的10L207E型二冲程中速柴油机为动力装置，标定装车功率为1800马力。1972年，大连机车车辆厂通过改变机车的牵引齿轮传动比，使机车构造速度由100公里/小时提高到120公里/小时，并开始批量生产这种用于干线客运的东风3型内燃机车。
除了大连机车车辆厂外，戚墅堰机车车辆厂、成都机车车辆厂、大同机车厂也曾经生产过东风型内燃机车或东风3型内燃机车，总产量超过930台。从1960年代至1980年代，东风型内燃机车是当时中国铁路内燃牵引动力的主力之一，曾一度占全国内燃机车保有量的五分之三，被广泛运用于中国西北戈壁荒漠、中国东北大兴安岭等干旱缺水地区，以及线路坡度大、长隧道较多的中国西南地区。除此之外，大连机车车辆厂于1969年亦试制了一台3000马力的东风增型内燃机车，采用二级增压的10L207EZ型柴油机作为动力装置，但没有投入批量生产。

## 发展历史

### 开发背景

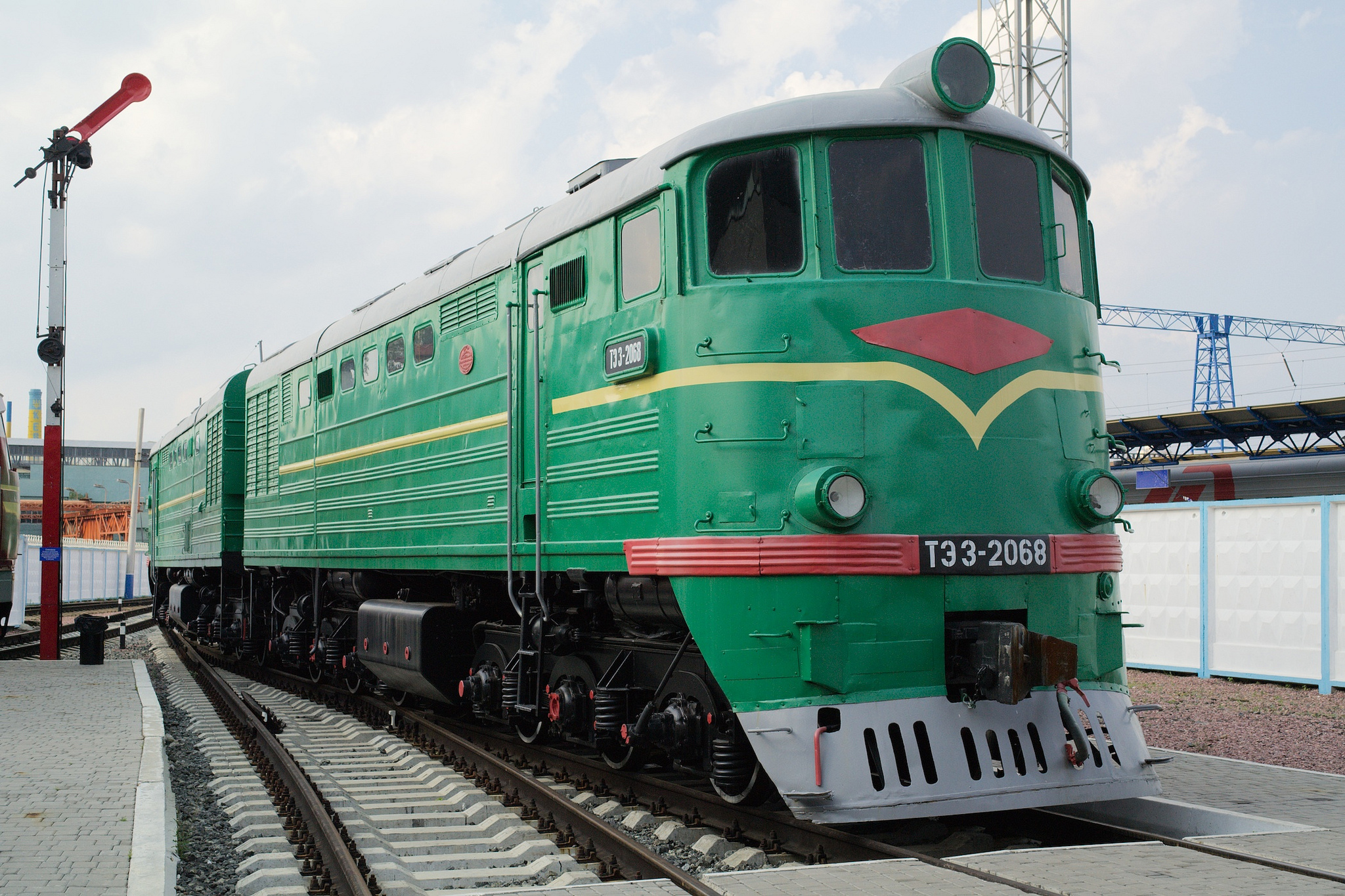
苏联铁路的TE3型柴油机车

东风型内燃机车的研制可追溯到1950年代，当时柴油机车正在世界各地迅速普及，中国也开始踏上牵引动力内燃化和发展国产柴油机车的道路。由铁道部铁道科学研究院编制的中国首个铁路科技发展规划——《1956年—1967年铁道科学技术发展远景规划》在全国铁道科学工作会议上讨论通过，指出“技术政策的中心环节是牵引动力改革，要迅速地、有步骤地由蒸汽机车转到电力机车和内燃机车上去”，从此确定了牵引动力改革的方向。1956年至1958年，第一机械工业部机车车辆研究所、铁道部铁道科学研究院展开一系列关于“内燃机车设计资料系统化”的课题研究，通过技术人员的培养和技术资料的研究，初步掌握了内燃机车的工作原理、设计方法和试验方法，完成了发展内燃机车的前期准备工作。1957年，大连机车车辆研究所从齐齐哈尔车辆厂借调了一台于1930年代由瑞士制造的电力传动柴油机车（原南满洲铁道2000号柴油机车），作为了解柴油机车具体结构的实物参考。与此同时，中国亦和苏联签订了关于协助中国研制内燃机车的技术合作协定，大连机车车辆工厂于1956年10月至1957年12月间，先后派出两批技术人员赴苏联考察实习，学习内燃机车的设计和制造技术，从而培养出中国第一批内燃机车设计专家，为以后开发国产内燃机车方面发挥了重要作用。1957年秋季，大连机车车辆工厂成立了内燃机车设计组，由中国机车设计制造专家傅景常任组长，开始了进行柴油机车的前期设计工作。1958年2月，国家科学技术委员会、第一机械工业部和铁道部等有关部委，共同向大连机车车辆工厂正式下达了双节重联4000马力干线柴油机车的试制技术任务书，要求在1959年9月完成设计，1960年底前完成试制。不久之后，在大跃进运动形势的推动下，大连机车车辆工厂提出要提前三年完成任务，在1958年国庆节之前将柴油机车试制成功。
由于当时十分缺乏关于柴油机车的设计参考资料，对于从零开始设计试制这样一个复杂机械，工厂技术人员一下子似乎还感到无从入手。1958年3月，根据中国方面提出请求，苏联派出柴油机车专家别洛乌斯来华协助，直接指导进行草图技术设计工作。进行设计之初，工厂没有现成的机车全套图纸，只有苏联专家提供少量关于TE3型柴油机车的图纸资料，以及海军部门提供的几张美国费尔班克斯-莫尔斯38D-8-⅛型船用柴油机（苏联的2Д100型柴油机即为该型柴油机的仿制品）检修图纸。按照苏联专家的分工建议，工厂设计科成立了内燃机、冷却系统、电气系统、车架和车体等设计专业组。虽然机车技术设计是仿照苏联的TE3型柴油机车，但在设计过程中并没有受限于仿制的框框。在确定柴油机车工作环境温度要求时没有沿用苏联规定的±45℃，而是经过广泛调查研究后决定按照±40℃的温度条件设计，这样既符合中国的使用情况，又能降低了制造成本。此外，工厂按照苏联专家的建议，在机车上采用了机油热交换器、高效率扭曲式冷却风扇等先进技术，还自行试制出用于驱动空气压缩机用的电磁转差离合器。
1958年6月18日，旅大市委工业部召开有关单位负责人会议，研究开展全市大协作以保证大连机车车辆工厂提前完成柴油机车试制。会议决定大连机车车辆工厂吸收全市有关工厂、院校的技术人员，加入内燃机和电动机两个设计组。全市各大企业全力支援机车试制，例如，大连钢厂（今大连特钢）承担了机车所用的十四种特殊钢材的试制任务，大连仪表厂（今大连仪表集团）承担了柴油机仪器仪表的制作任务，大连海军机械学校（今海军工程大学）教授俞懋旦、大连工学院（今大连理工大学）教授胡国栋等人参加了机车的设计和计算，大连海运学院（今大连海事大学）派70余名学生帮助工厂进行设计绘图。时任旅大市委第一代理书记胡明亦多次到访工厂了解研制进度。1958年6月23日，工厂召开由大连工学院、大连海军指挥学校（今海军大连舰艇学院）、大连海运学院和大连柴油机厂（今道依茨一汽大柴）参加的内燃机设计制造协作会议，与会各单位决定承担提供参考资料、指导设计、制作精密部件等工作。除此之外，上海江南造船厂、上海船舶修造厂等在当时生产任务紧的情况下，还坚决把生产的一部分活塞、曲轴、汽缸套等50余种精密部件供给柴油机的组装。

### 巨龙型机车

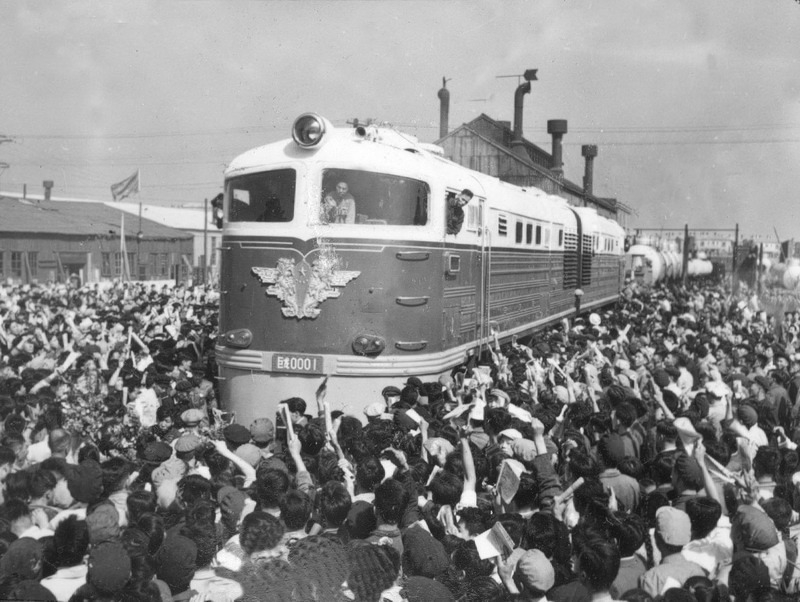
1958年9月26日，巨龙型机车在大连出厂

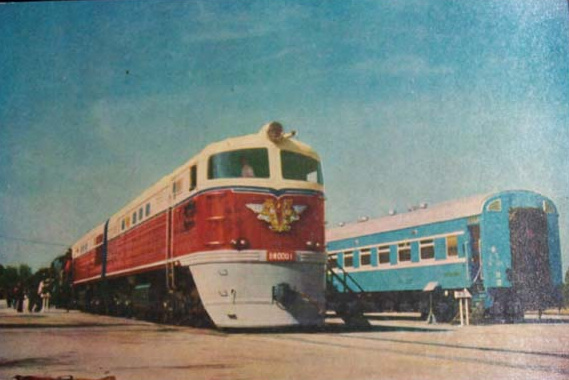
在全国工业交通展览会上展出的巨龙型机车

1958年6月20日，大连机车车辆工厂全体职工举行誓师大会。同年6月29日，工厂开始试制车体金属结构，至7月13日完成车体中梁组装。由于参考资料和设计经验不足，工厂设计科只能采用边学习边设计的办法，力争早日把图纸交到车间进行试制。1958年7月25日，完成了最后一张草图的设计工作，同时机车开始进入组装阶段。同年8月15日，第一台机车的车体钢结构完工，月底第一台柴油机完成组装。1958年9月26日，被命名为巨龙型的双节重联4000马力干线柴油机车在大连机车车辆工厂举行隆重的出厂典礼，成为中国第一种电力传动干线货运柴油机车。巨龙型柴油机车是直流电传动的干线货运柴油机车，由两节结构相同的2000马力柴油机车联挂组成，采用仿苏联2Д100型二冲程中速柴油机作为动力装置。早在机车设计之初，工厂已经向全厂职工征集命名建议，当时提出的名字普遍带有鲜明的时代特色，例如“东风”、“超英”、“赶美”、“红旗”、“上游”、“灯塔”等等，工厂最终决定在收到120多个名字中选用得票最多的“巨龙”。1958年9月26日下午，巨龙型柴油机车在沈大铁路进行第一次试运行，在沙河口至金州之间往返运行共60余公里，最高运行速度达到50公里/小时。经过运行试验后的检查鉴定，显示机车的主要部分包括柴油机、发电机、走行部、辅助系统、燃料系统、润滑油系统等的情况良好。铁道部机务局为此发来贺电：“大连机车厂全体职工，在党的社会主义建设总路线的鼓舞下，以冲天干劲，试制成功我国第一台铁路干线用的内燃机车，这个成就标志我国的机械工业开始以现代化的头等装备来武装我国铁路运输事业”。
1958年9月29日午夜，巨龙型机车从大连启程，并于10月1日凌晨到达北京。当日，时任中共中央总书记邓小平、国务院副总理及国防部部长彭德怀亲自登车视察，并听取了机车主任设计师傅景常对机车结构、性能、设计试制过程的汇报。当年国庆节期间，在苏联展览馆（现北京展览馆）举办的第一次全国工业交通展览会上，巨龙型机车与其他工厂制造的建设型柴油机车、东风型摩托列车组等机车车辆一同现场展出。1959年国庆节期间，巨龙型机车与戚墅堰机车车辆工厂的先行型、青岛四方机车车辆厂的卫星型、株洲机车车辆工厂的韶山型机车一同在北京展览馆展出，并于同年12月参加第二次全国工业交通展览会。1959年11月12日，时任全国人大常委会副委员长、中国科学院院长郭沫若亲自题诗祝贺：“电掣风驰今在眼，巨龙追逐卫星奔。韶山初见星星火，此日已经燎大原”。
1959年起，大连机车车辆工厂和大连热力机车研究所联合对巨龙型机车进行了一系列的试验和改进，例如取消转向架上的复原杠杆以简化结构，主发电机与前变速箱之间以弹性联接代替刚性联接、控制电路电压以中国铁路标准的110伏特代替原设计的75伏特等。同年，按照中苏技术合作协议，苏联向中国提供了TE3型柴油机车的全套图纸资料，经铁道部工业局翻译后交给大连机车车辆厂使用，同时苏联还曾经提供了数台2Д100型柴油机以供参考。同时，大连机车车辆厂在有关主管部门的安排下，实施部内外多厂专业化协作关系，争取车上所有部件实现国产化。1959年底，大连机车车辆厂与张店电机厂（今淄博牵引电机集团）签订了巨龙型机车牵引电机组供货合同，并向张店电机厂提供了TE3型柴油机车牵引电机组的设计资料。在此基础上，张店电机厂于1960年为巨龙型机车设计试制出第一套牵引电机组，包括NZDF-1350型直流牵引发电机、NZQD-206型直流牵引电动机、NL-10型直流励磁机、NFF-8型辅助直流发电机。1960年3月，巨龙型机车在沈大铁路大连至大石桥间进行了牵引运行试验。随后，巨龙型机车配属北京铁路局北京内燃机务段投入运用试验。

### ND型机车

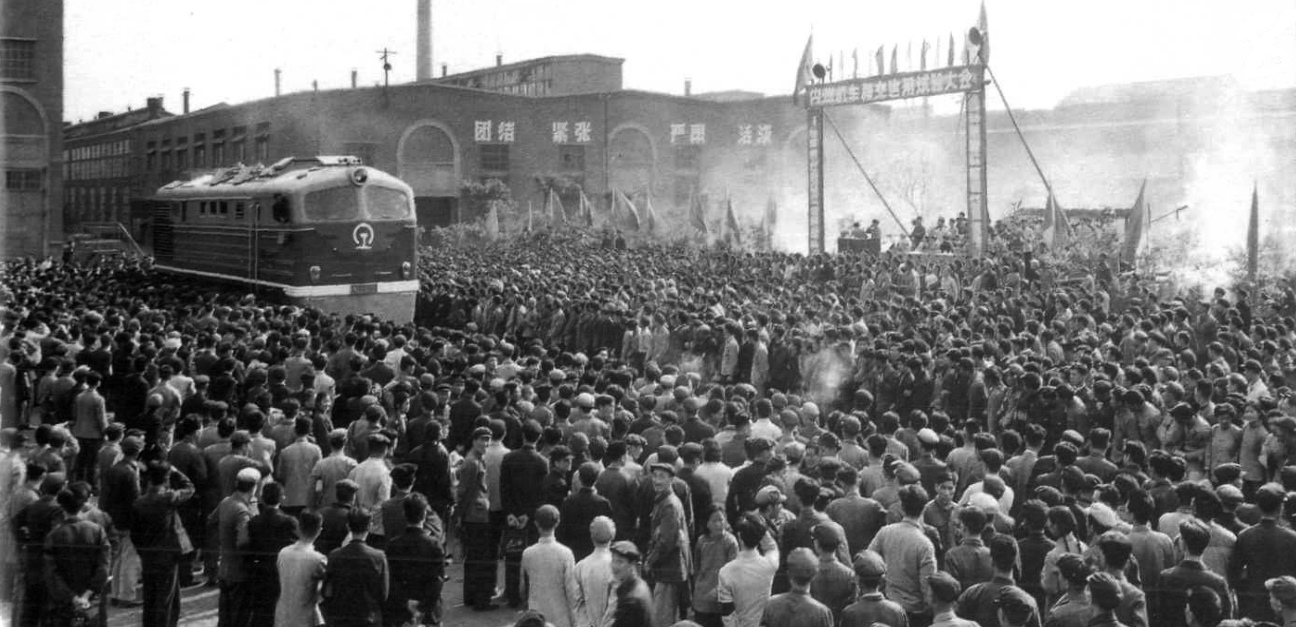
1964年5月23日，大连机车车辆工厂召开ND型0003号内燃机车交付运用试验大会

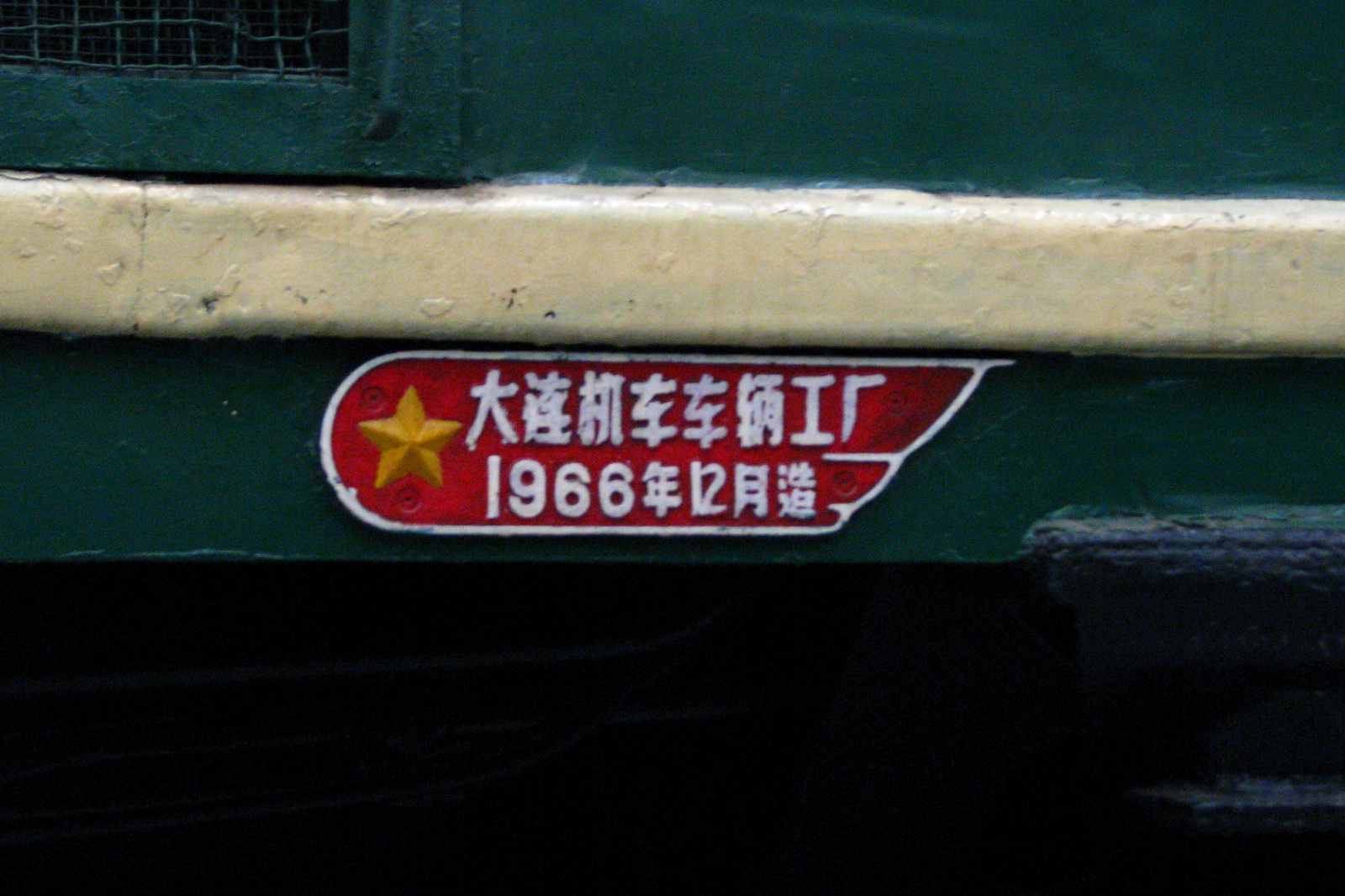
东风型1301号机车的工厂铭牌

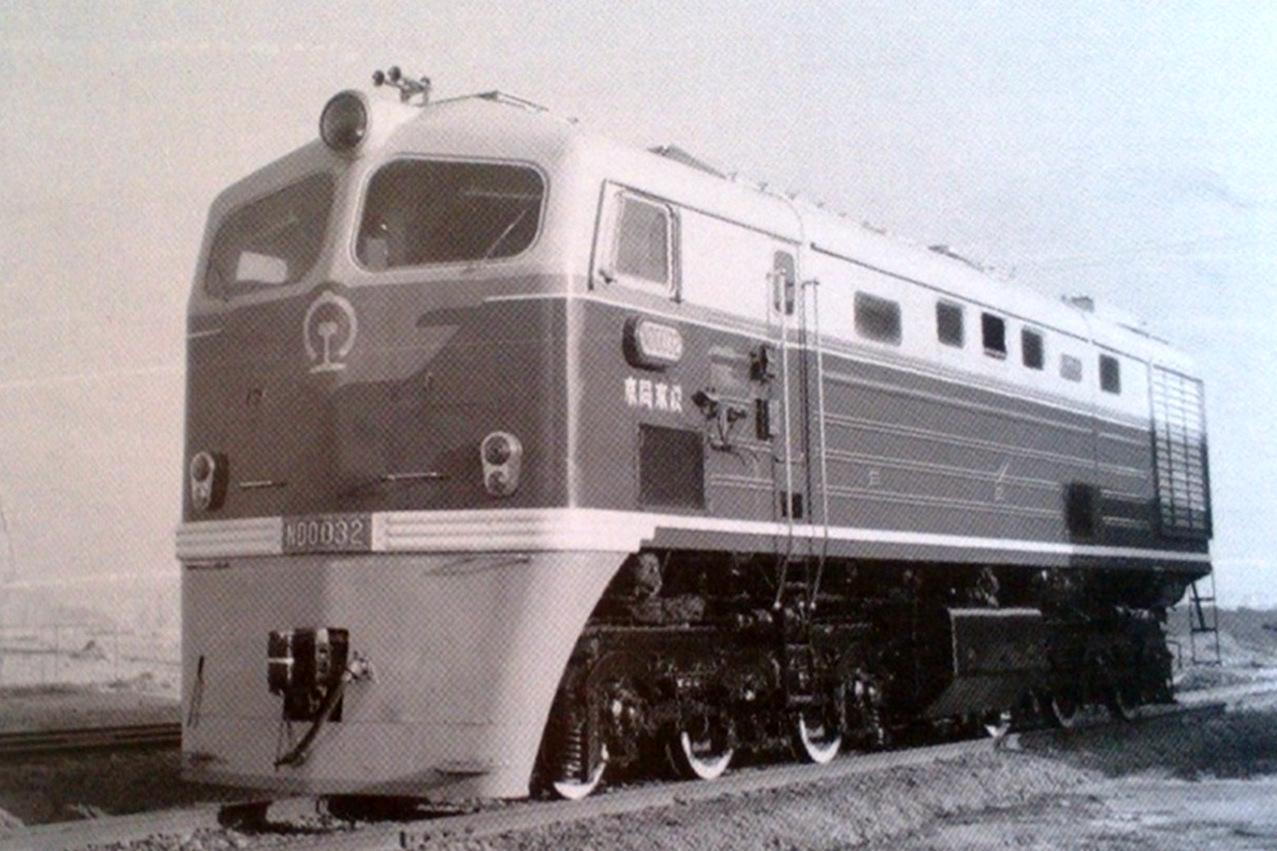
大同机车厂试制的ND型0032号机车

1960年，中苏关系开始逐步紧张并最终破裂，同年夏季苏联政府照会中国政府，宣布撤回所有驻华专家，单方面终止一切科学技术合作项目。1961年初，国家计委确定由铁道部生产大功率中速柴油机，大连机车车辆工厂并向铁道部工厂总局提出了试制柴油机的要求。当时，在关于试制生产哪一种柴油机的问题上，曾经在铁道部内引起了一场争论，其中一种意见是仿制苏联提供的2Д100型二冲程柴油机，另一种意见是参考当时苏联哈尔科夫运输机械制造厂设计的Д70型四冲程柴油机。考虑到当时中国国内薄弱的工业技术基础，虽然2Д100型柴油机算不上先进技术，但中国已经掌握整套设计图纸和工艺文件，只需稍作准备即可投入生产；而Д70型柴油机当时仍然处于研制阶段（16УД70型柴油机于1963年首次装用于2TE40型柴油机车），中国也只有几张单缸设计图纸，要凭此研制成功及投入生产并非短短数年之内能实现的事。最终，铁道部确定由大连机车车辆工厂仿制2Д100型柴油机，试制生产10L207E型柴油机。1961年2月，在铁道部于南口召开的内燃机车设计研究会议上，要求工厂试制生产内燃机车的主要零部件必须是自己生产的，并且强调一切都要经过试验，以工艺保证产品质量，最终达到成批生产的目的。1961年5月，铁道部以《铁厂计（61）字第1264号文》，向国家计划委员会报送大连机车车辆工厂改建设计任务书，决定将大连工厂改进转产为中国第一个内燃机车制造工厂，批准了工厂年产60台10L207E型柴油机的技术改造方案，投资总额为375万元人民币。1961年夏季，时值三年困难时期，根据中共中央“调整、巩固、充实、提高”和铁道部“先修后造，以修为主，质量第一”的方针，大连机车车辆工厂对生产计划进行了调整。此时，为了挽救因大跃进造成的国民经济失衡，国家要求压缩基建规模以调整国民经济部门投资比例，大批基本建设项目停建或缓建，铁道部也只能将有限的资金用于工厂改造，而大连机车车辆工厂的转产改造是在“基本不增加建筑面积，利用改造原有厂房；基本不增加一般机床，补充必要的专用机床”的原则指导下进行。
1962年，大连机车车辆工厂在巨龙型柴油机车的基础上，根据苏联提供的TE3型柴油机车图纸，完成了ND型柴油机车的定型和图纸整顿工作（“N”、“D”分别是代表内燃机车、电力传动的汉语拼音首字母缩写）。1962年10月，铁道部下发《关于大连工厂试制内燃机车的报告》，“同意在近期内以大连工厂为重点，首先集中力量试制2Д100柴油机，积极试制和生产ND型干线货运内燃机车”。同年10月初至12月初，大连机车车辆工厂完成组装第一台10L207E型柴油机。与此同时，根据铁道部的工厂协作安排，牵引电机组改由电机厂配套供应，参考TE3型机车的电力传动系统，设计试制国产化的牵引电机组。哈尔滨电机厂、湘潭牵引电气设备研究所、张店电机厂等组成的联合设计组，于1962年10月开始试制、1963年底生产出第一套牵引电机组，包括1350千瓦的ZQFR-1350型直流牵引发电机、204千瓦的ZQDR-204型直流牵引电动机、10千瓦的ZQLR-10型励磁机、12千瓦的ZQF-12型辅助发电机。1963年，大连机车车辆工厂制订了《内燃机车小批生产技术改造扩大初步设计（调整） 方案》，开始实施总投资额达1360万元人民币的第二次技术改造，通过大规模改建厂房及移装设备，有步骤地由生产蒸汽机车向制造内燃机车过渡。
1963年8月，为了组织内燃机车和电力机车的生产会战，铁道部机车车辆工厂管理总局会同国家计委、国家经委、国家科委、一机部、三机部、五机部等部委，成立了“大功率牵引动力内燃化、电气化领导小组”，以解决内燃机车和电力机车的选型、定点、配套、协作等问题，目标是在两三年内达到批量生产的水平。同时，国家经委并将内燃机车和电力机车列为国家新产品试制重点项目。1963年12月29日，大连机车车辆厂组装出ND型0003号柴油机车。1963年12月29日至1964年1月16日，ND型0003号机车先后进行了水电阻调整试验、厂线试运行和四次干线试运行。1964年5月23日，大连机车车辆工厂召开ND型0003号内燃机车交付运用试验大会。1964年7月26日，铁道部在大连机车车辆工厂召开全国工业新产品展览会暨铁道部门授奖大会，大连机车车辆工厂被授予“铁道部先进工厂”称号，工厂研制的柴油机曲轴获得铁道部二等奖，ND型柴油机车、10L207E型柴油机、6L207E型柴油机获得铁道部专项一等奖。1964年9月，大连机车车辆厂又试制出ND型0004号机车，并开赴北京参加国庆十五周年庆祝活动。
1964年12月，10L207E型柴油机完成1000小时耐久性试验，经铁道部及相关单位组成的委员会鉴定后，该型柴油机被批准投入批量生产。1965年3月，铁道部指示大连机车车辆厂，从下半年起停止蒸汽机车修理业务，转为批量生产柴油机车。1965年4月至10月，由铁道部科学研究院内燃机车试验组负责，在北京环形铁道对ND型0007号机车进行性能试验，这是中国铁路首次内燃机车牵引热工性能试验。1965年6月4日，大连机车车辆厂修理的最后一台蒸汽机车出厂。至同年年底，大连机车车辆厂已生产了20台ND型机车（ND-0005～ND-0024），全部配属北京内燃机务段使用。

### 东风型机车
1966年8月文化大革命开始，多种铁路机车都改取富有“革命”气息的名称，ND型柴油机车根据铁道部指示更名为东风型柴油机车，自此开始了中国铁路以“东风”命名的电传动柴油机车家族的生产历史。由于东风型机车是东风系列柴油机车的第一种型号，因此也或会被误称为“东风1型”，但东风1型并不是官方正式命名。1965年，为适应铁路牵引动力改革和三线建设的需要，铁道部决定将成都机车车辆工厂改建为内燃机车修理厂，主要承担东北、东南、西北、西南地区的东风型柴油机车修理任务。1968年12月，成都机车车辆工厂完成承修第一台东风型机车大修任务。
东风型柴油机车于1965年开始投入批量生产，直到1972年停产为止，大连机车车辆厂、成都机车车辆厂、戚墅堰机车车辆厂、大同机车厂共生产了704台东风型机车（包括ND型机车，不包括2台巨龙型机车）。大连机车车辆厂于1963年至1972年间生产了585台，成都机车车辆厂于1968年至1972年间生产了24台，大连厂和成都厂的机车编号混编，机车编号的号段为1201～1830，其中或有空号。大同机车厂于1965年12月完成试制一台（1232）。戚墅堰机车车辆厂于1970年至1974年间生产了94台（2001～2094）。

### 增压型机车
1960年代，大连热力机车研究所、天津机车车辆机械工厂、戚墅堰机车车辆工艺研究所等单位开始联合研制铁路机车用涡轮增压器，并参考了当时国外同类型增压器的结构方案，例如瑞士勃朗-包维利的VTR系列增压器，于1965年试制出第一台65GP100型涡轮增压器，采用轴流式涡轮增压器设计，涡轮最高进口温度为500℃，最高转速约为每分钟18000转。1966年，东风型柴油机车投入中国西北的兰新铁路运用后，大连机车车辆厂开始尝试对东风型机车加装增压装置，目的是为了解决非增压的东风型机车在高原地区运用时，随着海拔高度提高和大气压力降低，导致柴油机输出功率和机车牵引力下降，以及燃烧恶化、排气冒黑烟的问题。1967年，大连机车车辆厂在新造的东风型1305号机车上首次采用了定压增压系统，在10L207E型柴油机上加装了两台65GP100型涡轮增压器，并保留原来的罗茨泵扫气机械增压器作为二级增压系统。该辆机车在高原地区进行了实车运行试验，试验期间机车性能表现良好，柴油机和涡轮增压器没有发生任何故障。试验结果显示，增压机车在高原地区使用时的功率比较大，在12‰的长大坡道上一般的东风型机车的坡顶速度为20公里/小时左右，而增压机车则可达到25公里/小时左右。
1969年9月，大连机车车辆厂根据东风型1305号机车的使用经验，试制了一台名为东风增型（东风0001）的柴油机车，并于1969年在高原地区完成了运行试验。这是在东风型机车基础上增压强化而成的干线货运柴油机车，使其柴油机装车功率从2000马力提升至3000马力，这也是中国铁路史上功率最大的直—直流电传动柴油机车。东风增型机车的总体结构基本上与东风型机车相同，机车主要改进为采用经过二级增压强化的10L207EZ型柴油机，采用新型联合调节器以便充分利用柴油机功率，提高了主发电机和牵引电动机的额定功率，并增设了电阻制动装置。由于65GP100型增压器的效率未如理想，东风增型机车仅试制一台并未投入批量生产，但研制经验为后来用于东风4型机车的45GP80系列增压器打下了基础。

### 客运型机车

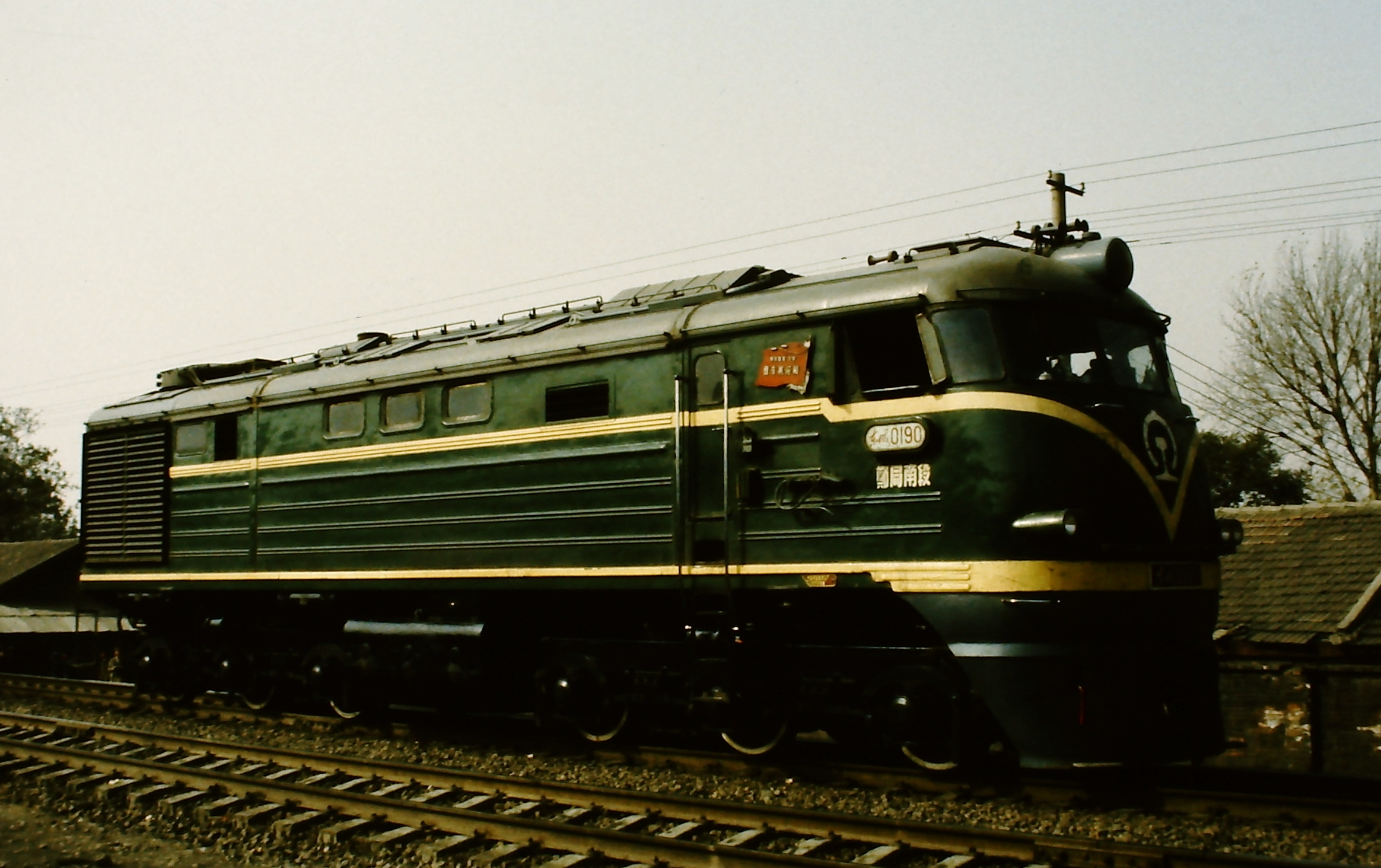
郑州铁路局郑州机务南段的东风3型0190号机车（1984年）

1972年，为了满足旅客列车牵引动力内燃化的需要，大连机车车辆厂在东风型机车的基础上设计制造了客运机车，东风1651号和1657号是最早改造出来的两台客运型柴油机车。客运机车的主要改造项目包括，将牵引电动机齿轮传动比由4.41改为3.38，使机车构造速度由100公里/小时提高到120公里/小时， 又加深了牵引电动机的磁场削弱系数，并更改了制动系统的制动倍率。1972年初，交通部机辆组于1972年初组织了几次运行试验，在京广铁路、京包铁路进行牵引试验和运用考核；在京广铁路全程试验中，双节机车牵引15辆客车由北京出发，运行32小时47分到达广州，中途停靠15个较大车站，最高试验速度达到125公里/小时。试验结果显示，该两台机车性能发挥良好、运用情况可靠，可满足牵引旅客列车的需要，但缺点是恒功率速度范围较小，高速运行时轮周功率偏低。
同年，大连机车车辆厂根据东风型1651号和1657号机车的试验结果，开始批量生产东风3型干线客运柴油机车，至1974年停产为止累共生产了225台（东风3-0001～0225）。成都机车车辆厂于1981年又生产过1台（0226），两家工厂合共生产了226台东风3型机车。由于东风3型实际上是为了应付客运机车短缺而生产的过渡产物，因此仅出现于1970年代至1980年代中期作为客运机车使用，后来随着东风4型、ND2型及北京型柴油机车的大量普及而被淘汰出客运领域。自1985年起，大部分的东风3型机车都按照铁道部要求而改造为东风型机车。

## 运用历史

### 1960年代

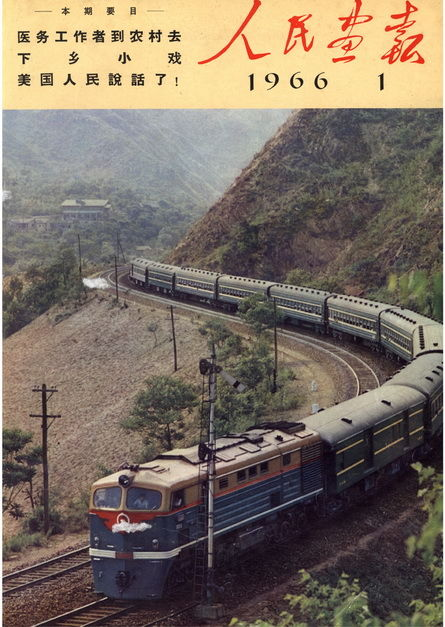
东风型柴油机车牵引旅客列车运行在川黔铁路，（1966年第一期《人民画报》封面图片）

1963年，巨龙型机车配属北京铁路局北京内燃机务段投入使用，担当京山铁路丰台西至南仓间的货物列车牵引任务。1965年，首批ND型柴油机车开始配属到北京内燃机务段。1960年代中期，东风型柴油机车作为中国第一代干线柴油机车，开始优先投放到干旱缺水地区使用，例如中国西北的戈壁荒漠、中国东北的大兴安岭等地，以及线路坡度大、长隧道较多的中国西南地区。
1965年，重庆至贵阳的川黔铁路交付运营，成都铁路局遵义机务段随之成立，这是继北京内燃段之后中国第二个内燃机务段，同年开始配属首批东风型柴油机车，担当川黔铁路贵阳至赶水间的机车交路。1966年，兰州至乌鲁木齐的兰新铁路正式建成通车，乌鲁木齐铁路局（原铁道部第一工程局）柳园机务段同时成立，并开始大量配属东风型柴油机车，主要担当兰新铁路三道沟—柳园—哈密间的客货列车牵引任务，这也是中国西北地区第一个内燃机务段。同年，连接贵阳和昆明的贵昆铁路建成通车，成都铁路局水城机务段（后改称为六盘水机务段）随之成立，并开始配属东风型柴油机车，担当贵昆铁路六盘水至宣威的客货列车牵引任务；同时，昆明铁路局昆明机务段也开始配属东风型和东风2型机车。
1967年，柳州铁路局麻尾机务段开始配属东风型机车，投入到以坡陡弯急而著称的黔桂铁路使用，自此黔桂铁路的牵引动力逐渐改用柴油机车，取代了以往使用的解放1型蒸汽机车。麻尾机务段的机车配属数量至1973年初达到历史顶峰，当年该段配属的东风型机车多达128台，后来近半数改配属同年成立的金城江机务段。1969年，为开发大兴安岭森林资源而兴建的嫩林铁路（今富西铁路）嫩江至加格达奇段建成通车，成立了齐齐哈尔铁路局加格达奇机务段，并开始配属东风型柴油机车。翌年，嫩林铁路加格达奇至樟岭段建成通车，成立了塔河机务段并开始配属东风型机车。1970年，成都至昆明的成昆铁路全线建成通车，昆明铁路局广通机务段、成都铁路局峨嵋机务段、成都铁路局西昌机务段同时成立，并开始大量配属东风型柴油机车，担当成昆铁路全线的客货列车牵引任务。

### 1970年代
1972年起，东风3型客运机车投入批量生产，并配属到某些急需机车的客运机务段。广州铁路局长沙机务段是首个配属东风3型机车的机务段，担当京广铁路郴州—长沙—岳阳的旅客列车牵引任务，代替老旧的胜利3型和胜利6型蒸汽机车。1973年，上海铁路局上海机务段配属东风3型机车，以替换使用寿命将近四十年的KF型蒸汽机车，担当京沪铁路上海至南京、蚌埠间的旅客列车牵引任务。同年，郑州铁路局郑州机务南段开始大量配属东风3型机车，担当京广铁路武昌—郑州—安阳、陇海铁路陕州（三门峡西）—郑州—徐州—蚌埠间的客运交路，代替以往使用的人民型和胜利型蒸汽机车。同时，北京铁路局石家庄机务段亦开始配属东风3型机车，担当京广铁路北京—石家庄—安阳间的客运牵引任务。此外，东风3型机车也被配属到广州铁路局广州机务段和沈阳铁路局沈阳机务段，分别投入到广深铁路和沈大铁路使用。
1973年，郑州铁路局桐树店机务段（后改称为襄樊北机务段） 开始配属东风型机车，投入汉丹铁路、襄渝铁路运用，代替FD型和前进型蒸汽机车。同年，兰州铁路局兰州西机务段配属东风型机车，担当包兰铁路兰州至干塘间的客货列车牵引任务。1974年，成都铁路局贵阳机务段配属东风型机车，开始由蒸汽机务段向内燃机务段过渡。1975年，柳州铁路局柳州机务段配属东风型机车，担当湘桂铁路柳州到冷水滩间的旅客列车牵引任务。1978年，贵阳机务段的东风型机车开始投入湘黔铁路运用。

### 1980年代

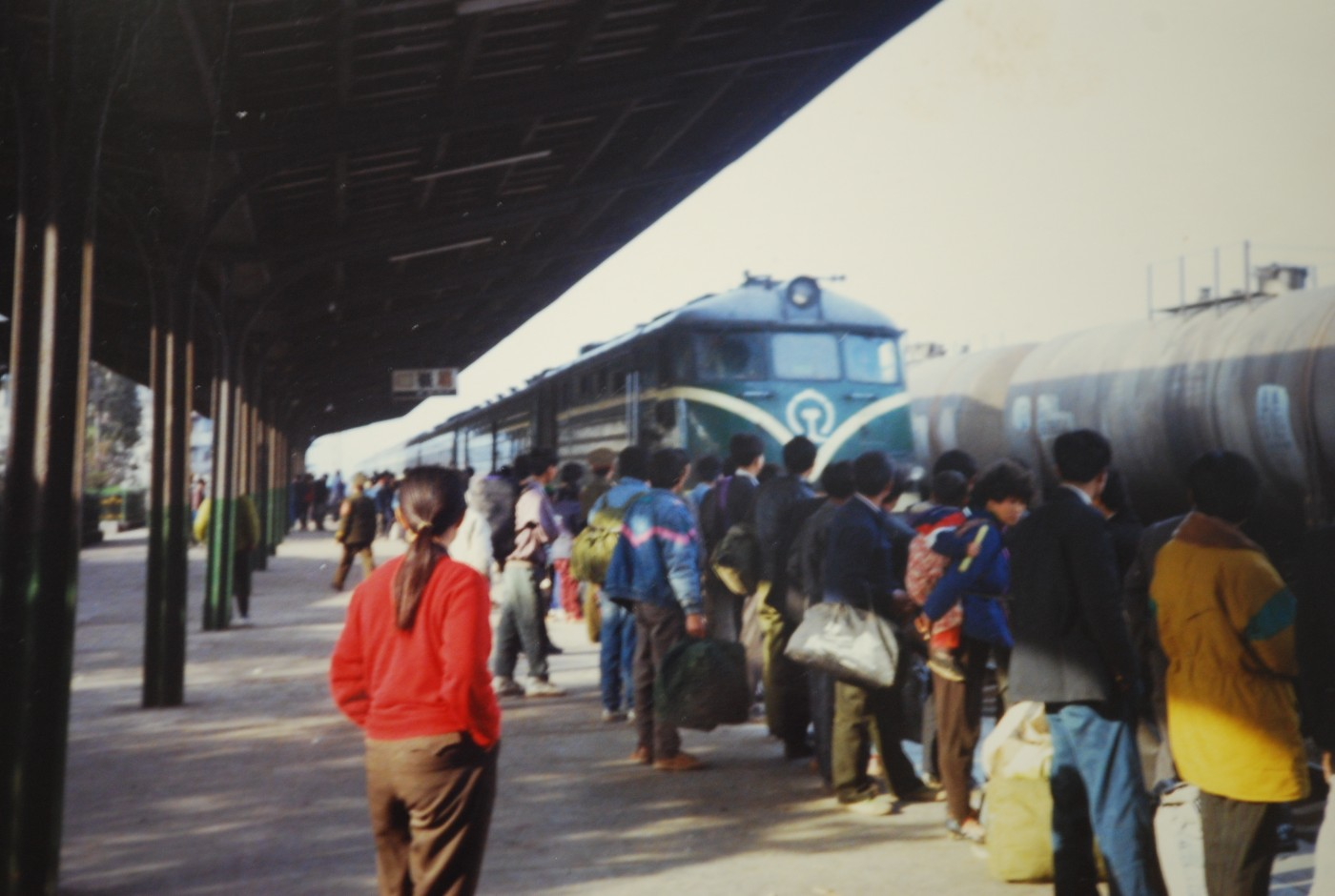
东风型柴油机车在成昆铁路峨眉站（1994年）

自1970年代后期开始，由于东风3型内燃机车的牵引功率较低，因此开始被其他性能更好的客运内燃机车取代。随着东方红3型内燃机车投入批量生产，沈阳铁路局沈阳机务段逐步调出所有东风3型内燃机车。上海铁路局和广州铁路局的东风3型内燃机车，也逐步被从罗马尼亚进口的ND2型内燃机车取代；而自1982年起郑州机务南段也开始大量配属北京型内燃机车。1980年代中期，这些剩余的东风3型内燃机车陆续被改造成东风型内燃机车，投入到西南地区的机务段使用，以加快淘汰老旧的蒸汽机车。1983年，柳州铁路局融安机务段配属东风型机车，担当枝柳铁路柳州站—融安站—怀化站（怀化南站）间的客货列车牵引任务。同年，加格达奇和塔河机务段的部分东风型内燃机车转配属伊图里河机务段。1985年，成都铁路局九龙坡机务段（后来更名为重庆南机务段） 开始配属东风型内燃机车，以代替解放型蒸汽机车和前进型蒸汽机车，担当襄渝铁路重庆站至达县站、成渝铁路重庆站至内江站、川黔铁路重庆站至赶水站、以及三万支线三江站至万盛站的客货运输任务。
1980年代后期，东风3型内燃机车已经从中国铁路的机车序列中消失，绝大多数的东风3型内燃机车均已经修改了传动齿轮比，改造成最高速度为100公里/小时的东风型内燃机车，令东风型机车在全国铁路的保有量于1990年达到886台的历史顶峰；同时机车编号也由客运型的“东风3-0XXX”改成货运型的“东风XXXX”，“客改货”的东风型机车主要占用“东风18XX”至“东风21XX”之间的号段，因而造成机车编号混乱的情况。

### 1990年代

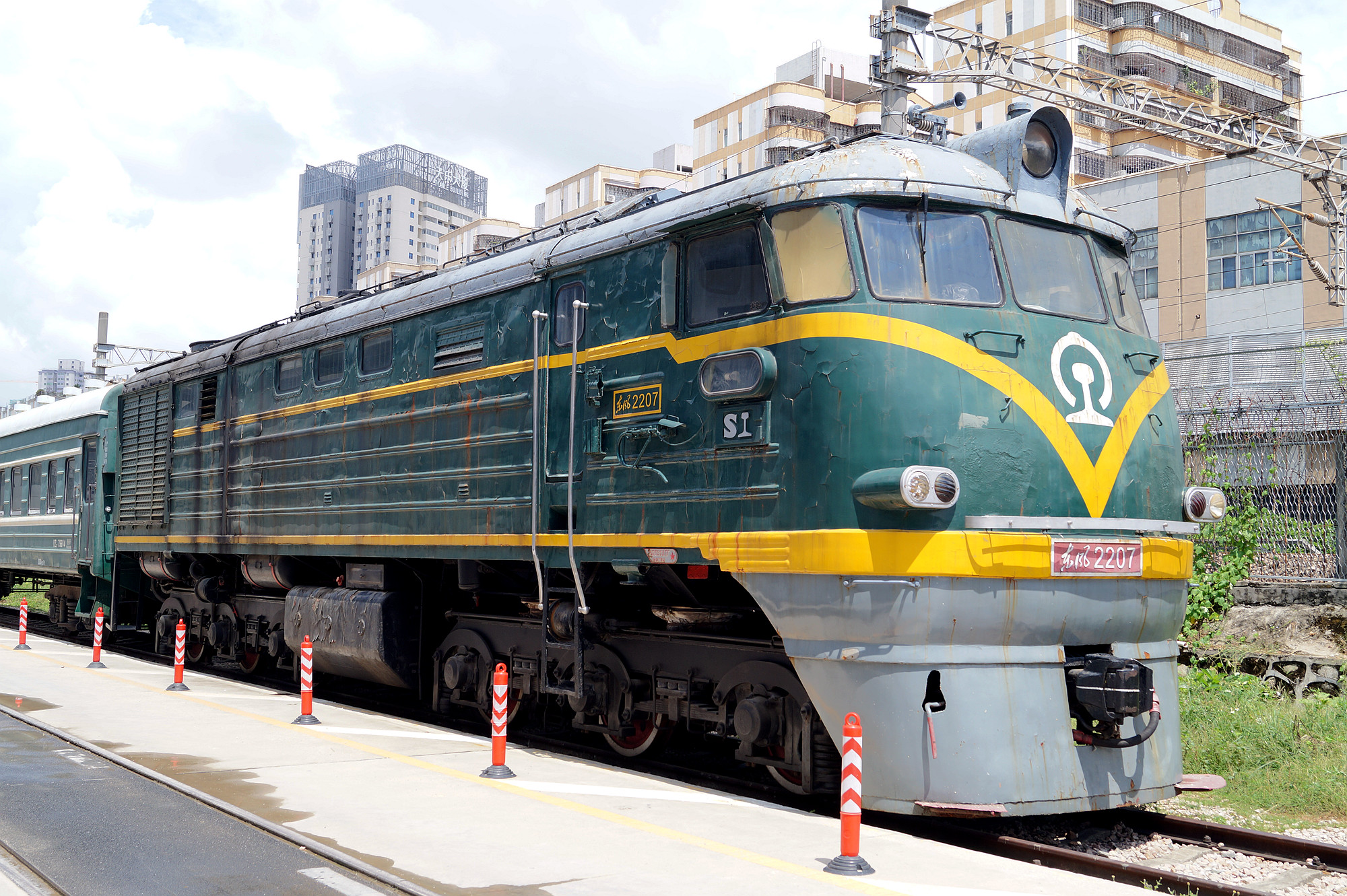
深圳市韶峰水泥公司的东风型2207号，是由成都机车车辆厂进行“客改货”翻新的东风型机车之一

1990年代初，随着贵昆、湘黔、川黔、成昆铁路相继完成电气化改造，西南地区的东风型机车也逐步退居二线，由干线牵引转为担当干线小运转或调车任务。1994年，成都铁路局广安机务段配属东风型机车，担当襄渝铁路广安至重庆西的货物列车牵引任务；同年，内江机务段也调入东风型机车，担任内江站的调车作业。此外，部分铁路局为应付短途客运的需求，又将部分东风型机车改变齿轮传动比，改造成客运型机车及用于牵引短途客车和通勤车。至1990年代后期，仅存的东风型机车除了主要用于调车作业外，仍然有少数用于西南地区的铁路干线，例如重庆南机务段一直使用东风型机车牵引襄渝铁路的旅客列车，直到襄渝铁路全线于1998年完成电气化为止。
1994年至1995年间，成都机车车辆厂先后翻新了一批从成都铁路局、昆明铁路局收集的旧东风型机车共10台，经铁道部同意将翻新后的车号改为东风2201～东风2210，其中7台（2201～2206、2210）出售予三茂铁路公司三水机务段，采用客运齿轮比和蓝色车身涂装，担当三茂铁路的旅客列车牵引任务；其余3台采用货运齿轮比的机车被出售予路外厂矿企业使用，2207号机车由深圳市韶峰水泥公司使用，而另外的2208、2209号机车则去向不明。
1995年，黑河铁路集团公司从购进了首批东风型柴油机车，配属孙吴机务段担当北黑铁路的客货列车牵引任务，至1996年已全部淘汰了原有的建设型蒸汽机车。1999年1月，乌鲁木齐铁路局哈密机务段的东风型1826号及1951号机车按铁路部令报废，结束了东风型柴油机车在乌鲁木齐铁路局服役32年的历史。2002年，东风型柴油机车被中国国家经贸委列入《淘汰落后生产能力、工艺和产品的目录（第三批）》，要求尽快淘汰。2003年，黑河地方铁路购进东风4B型柴油机车，并淘汰了所有东风型机车。同年，三茂铁路公司引进了GK1CB型柴油机车，所有东风型机车停运报废。

### 让渡越南
1998年8月，越南铁路向昆明铁路局购买了三台二手的东风型柴油机车，在越南铁路系统内东风型机车被更名为D16E型柴油机车，其中“D”代表柴油机车，“16”代表1600马力，“E”代表电力传动，三台机车车号分别为2006、2007、2008。D16E型柴油机车全部配属于河内的安原机务段，投入嘉林至同登的河同铁路运用，曾于2000年9月送往中国铁道部柳州铁路局金城江机务段进行中修，至2010年代初停运报废。

## 技术特点

### 东风型／东风3型

#### 总体布置

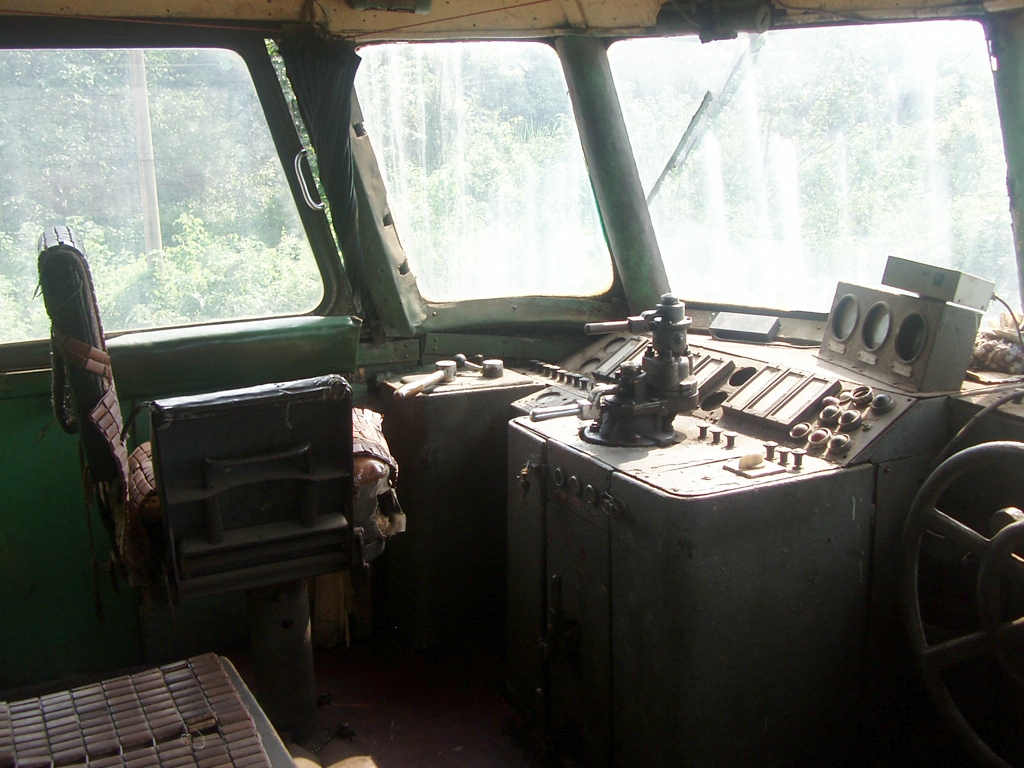
司机室

东风型柴油机车是直流电力传动的干线货运柴油机车，采用单司机室的非承载式结构棚式车体，可以单节运行亦可两台双节联挂。当两台机车重联使用时，可由任一机车的司机室操纵机车。车体底架由两根工字钢和钢板焊接而成，两端设有车钩缓冲器和13号下作用式自动车钩。机车车体由司机室、动力室，冷却室三部分组成，三个部分之间采用螺栓连接。司机室前端设有大型前窗，为乘务员提供了广阔的瞭望视野（从东风型1278号机车开始，为改善乘务员嘹望环境，机车前窗由原来两扇改为五扇大窗。）；司机室内机车运行方向的左侧设有司机操纵台，右侧设有副司机座席及工具箱；司机室后部为高压电气间，设有主电路和辅助电路的各种电器设备。
位于车体中部的动力室内安装了一套柴油发电机组，动力室后部设有机油系统和燃油系统的部件，包括起动机油泵、机油滤清器、机油热交换器、燃油输送泵、燃油预热器及燃油粗滤器等；动力室的车体侧墙上装有油浴式空气滤清器；动力室设有可拆式车顶顶盖，以便检修和吊装柴油机。冷却室内设有两套独立的循环冷却水系统，两套系统各自设有30个散热器单节，分别用于冷却来自柴油机和机油热交换器中的循环水；冷却室顶部装有一个直径1.8米的冷却风扇，该冷却风扇采用直接机械传动，转速由后变速箱的摩擦离合器所控制。车体下方除了有两台转向架之外，之间还吊挂着一个可载5400公斤柴油的大燃油箱，一次加油能够保证机车走行800公里。

#### 柴油机

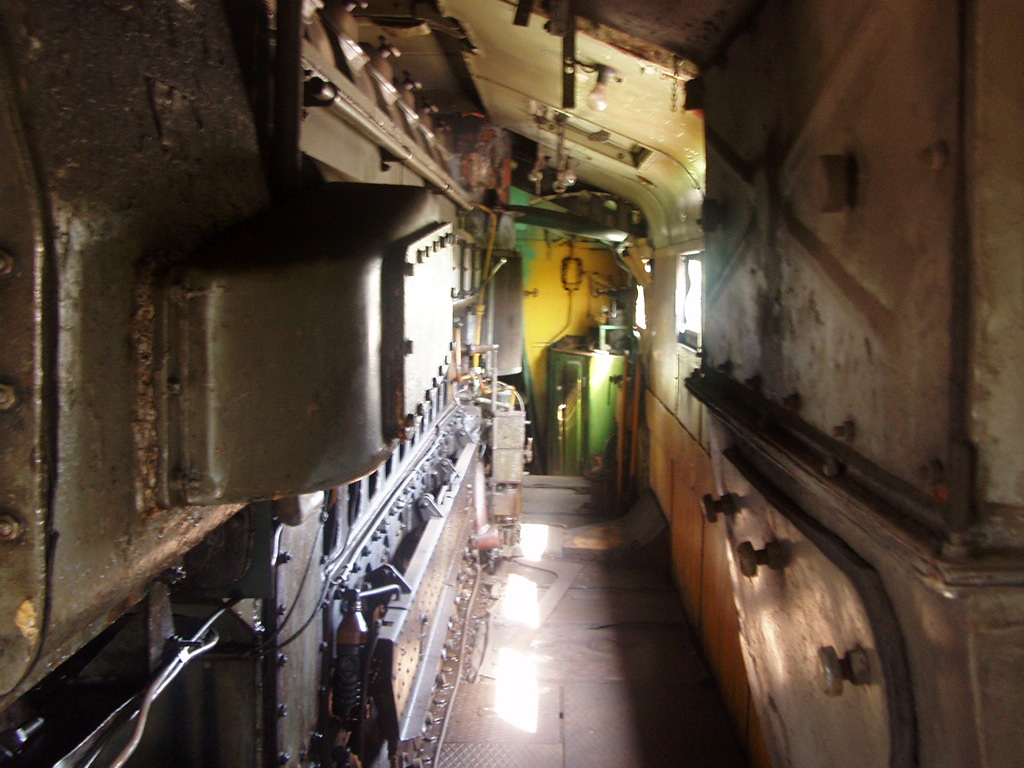
动力室内的柴油发电机组

东风型柴油机车装用一台10L207E型柴油机，仿制自苏联的2Д100型柴油机。这是一款二冲程、10气缸、直立式、无增压、对置活塞、直接喷射的中速柴油机，每个气缸中有两个上、下对置的活塞，上、下两根曲轴通过垂直传动装置连结在一起，并由下曲轴通过半刚性联轴节输出功率；该型柴油机采用钢板焊成的箱形结构机体、合金铸铁湿式气缸套、球墨铸铁曲轴、铸铁油冷活塞、锻钢连杆及凸轮轴。气缸直径为207毫米，活塞行程为2×254毫米，额定转速为每分钟850转，持续功率为1800马力（1320千瓦），单位燃油消耗率为175克/有效马力·小时，柴油机净重为19,400公斤。

#### 传动系统
东风型柴油机车的传动系统使用直—直流电传动装置，柴油机通过半刚性联轴器驱动一台直流牵引发电机，并将发出的直流电供给六台直流牵引电动机。机车装用一台独立励磁的ZQFR-1350型八极他励直流牵引发电机，持续功率为1350千瓦，额定电压为550伏特，额定电流为2460安培，额定转速为每分钟850转，冷却方式为半密闭式自通风。当柴油机启动时牵引发电机变为串励电动机，改由蓄电池供电及作为起动电动机使用。东风型柴油机车上还装有一台双机组，是由一台ZQLR-10型励磁机和一台ZQF-12型辅助发电机组成，励磁机用来供给牵引发电机励磁电流，并使牵引发电机具有恒功率励磁特性，而辅助发电机则用来供给控制电路、照明电源、蓄电池充电、励磁机励磁等用电。
每个转向架装有三台ZQDR-204型四极串励直流牵引电动机，额定功率为204千瓦，额定电压为275伏特，额定电流为820安培，额定转速为每分钟515转，最高转速为2200转，冷却方式为半密闭式强迫通风。为了扩大机车的的恒功率调速范围，还可以在牵引电动机励磁绕组并联分流电阻，对牵引电动机进行二级磁场削弱，东风型货运机车的磁场削弱率为53%和35%，而东风3型客运机车的磁场削弱率则为45%和27%。

#### 转向架

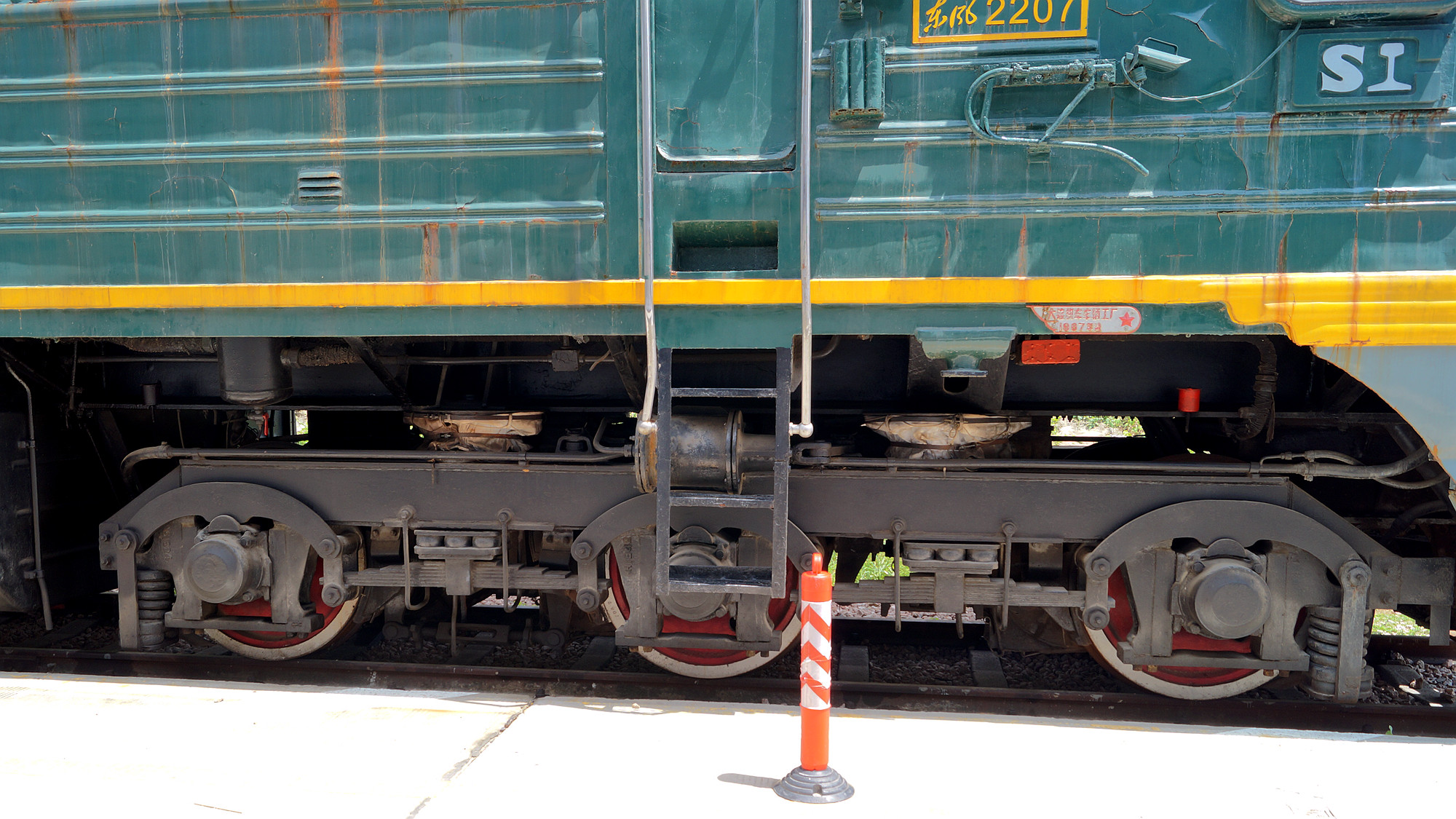
东风型机车的前端转向架

东风型柴油机车的轴式为Co-Co，机车走行部为两台三轴转向架；除了后转向架的后端梁上装有一个排障器外，前后两台转向架的其他结构均完全相同。转向架构架采用“目”字形的铸钢件及钢板混合焊接结构。车轴轴承采用四列向心滚柱轴承，车轴轴箱采用导框式定位结构。一系悬挂装置由螺旋弹簧、钢板弹簧、均衡梁、橡胶垫等部件组成。牵引力和制动力则通过心盘传递给车体，作为转向架回转中心的心盘不参与承重。在东风型货运机车上，车体上部重量通过八个带复原装置的旁承传递到转向架构架上，并利用旁承复原装置产生的摩擦力矩来抑制转向架蛇行运动；但由于旁承复原装置的特性并不利于机车通过曲线，复原力矩会加剧机车通过曲线时的轮缘磨耗，因此东风3型客运机车改为使用普通的平面摩擦式旁承。
牵引电动机采用滑动抱轴承半悬挂驱动方式，牵引电动机的一侧悬挂在转向架横梁托架上，而另一侧通过抱轴瓦悬挂在车轴上；牵引电动机输出的扭矩通过一级减速齿轮传递给轮对，货运机车的牵引齿轮传动比为4.41（17：75），构造速度为100公里/小时；客运机车的牵引齿轮传动比为3.38（21：71），构造速度为120公里/小时。基础制动装置采用单侧闸瓦制动，每台转向架设有两个制动缸和六块闸瓦，货运机车的制动倍率为11，而客运机车因为改用合成闸瓦，制动倍率亦相应调整为6；前转向架的第二、三轮对上装有手制动装置。

### 东风增型

#### 总体布置
东风增型柴油机车是直流电力传动的干线货运柴油机车，总体布置情况与东风型柴油机车大致相同，同样采用单司机室的非承载式结构棚式车体。机车车体由司机室、动力室，冷却室三部分组成。司机室内机车运行方向的左侧设有司机操纵台，右侧设有副司机座席及工具箱；司机室后部为高压电气间，设有主电路和辅助电路的各种电器设备。位于车体中部的动力室内安装了一套柴油发电机组，动力室后部设有机油系统和燃油系统的部件，动力室的车体侧墙上装有内置泡沫塑料滤芯的空气滤清器。冷却室内设有两套独立的循环冷却水系统，总共装有84个柴油机冷却水和增压空气冷却水散热器单节；冷却室顶部装有三个直径1.1米的冷却风扇，冷却风扇采用三相交流电动机驱动。车体下方除了有两台转向架之外，之间还吊挂着一个大燃油箱。

#### 柴油机
东风增型柴油机车装用一台10L207EZ型柴油机，是在10L207E型柴油机的基础上增压强化而成。这是一款二冲程、10气缸、直立式、二级增压、中间冷却、对置活塞、直接喷射的中速柴油机，第一级增压系统为两个废气涡轮增压器，第二级增压系统为机械传动的离心式压气机，在第二级增压和柴油机之间设有两个增压空气中冷器。气缸直径为207毫米，活塞行程为2×254毫米，额定转速为每分钟850转，额定功率为3000马力（2230千瓦），单位燃油消耗率为181克/有效马力·小时，柴油机净重为28,900公斤。柴油机的另一个特点是采用了联合调节器，而非东风型机车的复合调节系统，不会因主发电机励磁绕组温升状态不同而产生柴油机功率利用不足的缺点，因此在全部转速工况下能够充分利用柴油机的功率。

#### 传动系统
东风增型柴油机车的传动系统使用直—直流电传动装置，柴油机通过半刚性联轴器驱动一台直流牵引发电机，并将发出的直流电供给六台直流牵引电动机。机车装用一台独立励磁的ZQFR-2000型八极他励直流牵引发电机，持续功率为2000千瓦，额定电压为820伏特，额定电流为2460安培，额定转速为每分钟850转，冷却方式为半密闭式自通风。当柴油机启动时牵引发电机变为串励电动机，改由蓄电池供电及作为起动电动机使用。机车上还装有一台由ZQLR-8型励磁机和一台ZQFFR-12型辅助发电机组成的双机组。
每个转向架装有三台ZQDR-306型四极串励直流牵引电动机，额定功率为306千瓦，额定电压为406伏特，额定电流为820安培，额定转速为每分钟550转，最高转速为2370转，冷却方式为半密闭式强迫通风。为了扩大机车的的恒功率调速范围，还可以在牵引电动机励磁绕组并联分流电阻，对牵引电动机进行五级磁场削弱，磁场削弱率为72%、52%、41%、35%和28%。此外，东风增型机车还装有一种由磁放大器和稳压二极管组成的轮对空转保护装置。此外，东风增型机车还装有电阻制动装置，有效改善了列车在长大坡度上的行驶性能。

#### 转向架
东风增型机车的走行部为两台相同的无导框式三轴转向架，其结构与同时期研制的东风2增型柴油机车相同，亦与东风4型柴油机车的转向架十分相似。转向架采用钢板组焊成箱形结构的“目”字形构架，轮对轴箱装置采用拉杆式弹性定位结构。一系悬挂为轴箱圆弹簧并带有液压减震器，二系悬挂为旁承上部的橡胶堆。转向架采用四点支承的旁承装置，车体上部重量通过八个旁承由两台转向架支承，牵引力和制动力通过心盘传递。牵引电动机采用滑动抱轴承半悬挂驱动方式，输出的扭矩通过一级减速齿轮传递给轮对，牵引齿轮传动比为4.41（17：75），构造速度为100公里/小时。基础制动方式为单侧杠杆闸瓦制动。

### 技术数据
| 车型                   | 巨龙型                | 东风型                                                    | 东风3型                       | 东风增型              |
| ---------------------- | --------------------- | --------------------------------------------------------- | ----------------------------- | --------------------- |
| 制造厂                 | 大连机车车辆厂        | 大连机车车辆厂 戚墅堰机车车辆厂 成都机车车辆厂 大同机车厂 | 大连机车车辆厂 成都机车车辆厂 | 大连机车车辆厂        |
| 用途                   | 干线货运              | 干线货运                                                  | 干线客运                      | 干线货运              |
| 产量                   | 2                     | 704                                                       | 226                           | 1                     |
| 生产年份               | 1958年                | 1964年—1972年                                             | 1972年—1975 1981年            | 1969年                |
| 柴油机                 | 10L207E               | 10L207E                                                   | 10L207E                       | 10L207EZ              |
| 装车功率（马力）       | 2,000                 | 1,800                                                     | 1,800                         | 3,000                 |
| 装车功率（千瓦）       | 1,491                 | 1,342                                                     | 1,342                         | 2,237                 |
| 主发电机（额定功率）   | ZQFR-1350（1,350 kW） | ZQFR-1350（1,350 kW）                                     | ZQFR-1350（1,350 kW）         | ZQFR-2000（2,000 kW） |
| 牵引电动机（额定功率） | ZQDR-204（204 kW）    | ZQDR-204（204 kW）                                        | ZQDR-204（204 kW）            | ZQDR-306（306 kW）    |
| 轴式                   | Co-Co                 | Co-Co                                                     | Co-Co                         | Co-Co                 |
| 整备重量（吨）         | 126                   | 126                                                       | 126                           | 126                   |
| 轴重（吨）             | 21                    | 21                                                        | 21                            | 21                    |
| 构造速度（公里/小时）  | 100                   | 100                                                       | 120                           | 100                   |
| 持续速度（公里/小时）  | 18                    | 18                                                        | 23                            | 23.6                  |
| 起动牵引力（公斤）     | 30,800                | 30,800                                                    | 23,500                        | 37,000                |
| 起动牵引力（千牛）     | 302                   | 302                                                       | 230                           | 363                   |
| 持续牵引力（公斤）     | 19,400                | 19,400                                                    | 15,100                        | 26,300                |
| 持续牵引力（千牛）     | 190                   | 190                                                       | 148                           | 258                   |
| 轮径（毫米）           | 1,050                 | 1,050                                                     | 1,050                         | 1,050                 |
| 轨距（毫米）           | 1,435                 | 1,435                                                     | 1,435                         | 1,435                 |
| 车钩中心线间距（毫米） | 16,920                | 16,920                                                    | 16,920                        | 16,920                |
| 最大宽度（毫米）       | 3,335                 | 3,335                                                     | 3,335                         | 3,335                 |
| 最大高度（毫米）       | 4,775                 | 4,775                                                     | 4,775                         | 4,775                 |
| 通过最小曲线半径（米） | 145                   | 145                                                       | 145                           | 145                   |
| 燃油储备量（公斤）     | 5,400                 | 5,400                                                     | 5,400                         | 5,400                 |
| 机油储备量（公斤）     | 1,200                 | 1,200                                                     | 1,200                         | 1,200                 |
| 水储备量（公斤）       | 1,000                 | 1,000                                                     | 1,000                         | 1,300                 |
| 砂储备量（公斤）       | 800                   | 800                                                       | 800                           | 800                   |

## 机车命名

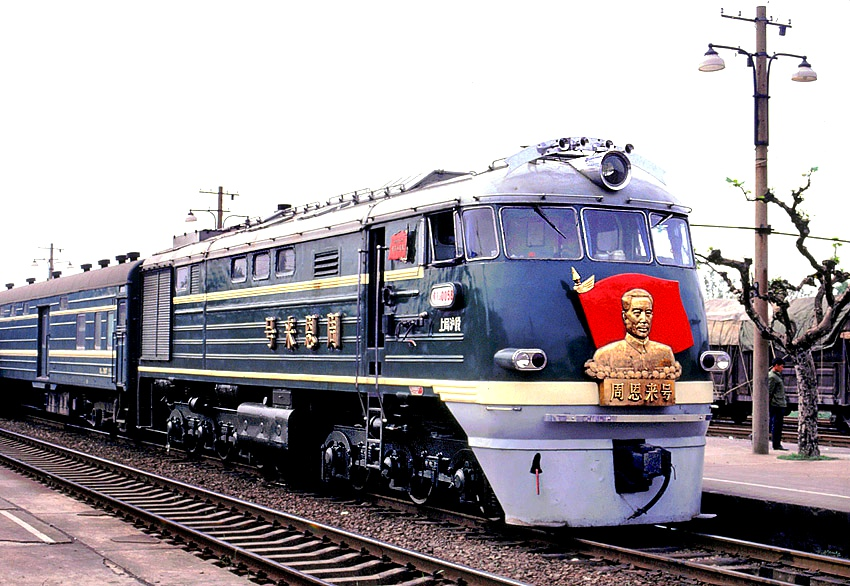
上海机务段的东风3型0058号“周恩来号”机车

1976年1月8日，中华人民共和国总理周恩来于北京逝世。同年10月30日，“毛泽东号”机车命名30周年纪念日在北京举行，来自全国铁路的100多位先进机车乘务员在座谈会上，一致提出要求命名一台“周恩来号”机车。1977年9月，中华人民共和国国务院通知铁道部，中共中央同意命名一台“周恩来号”机车。考虑到“毛泽东号”和“朱德号”都是货运机车，而且都是位于中国北方的北京铁路局和哈尔滨铁路局，因此铁道部决定在南方的上海铁路局，选取一台担当客运任务的国产柴油机车，将其命名为“周恩来号”。同年10月1日，上海铁路局展开“周恩来号”机车的推选过程，通知各分局在所属机务段的东风3型机车组中推荐一台机车，并上报铁道部候选。1977年11月，铁道部选定了上海铁路局上海机务段的东风3型0058号机车，在周恩来逝世两周年前夕命名为“周恩来号”，该机车组过去曾经驾驶KF型17号蒸汽机车。1978年1月1日，铁道部发布《关于命名“周恩来号”机车的决定》。
1978年1月5日，命名仪式在上海市政府大礼堂举行，时任上海市委书记兼市长苏振华向“周恩来号”第一任司机长沈维忠颁授锦牌，会后在上海站举行了剪彩典礼。第一代“周恩来号”机车前端安装周恩来金色半身雕塑铜像，铜像下方“周恩来号”四个大字由由时任中共中央主席华国锋亲笔题写（1981年改为普通仿宋体），机车主要担当上海至蚌埠间的旅客列车牵引任务。1987年12月28日，“周恩来号”机车由大连机车车辆厂新造的东风4B型2106号机车替换。1997年9月24日，为适应中国铁路第四次大提速，“周恩来号”机车又更换成戚墅堰机车车辆厂新造的东风11型准高速客运机车，并以周恩来诞生的年份数字“1898”为机车号码，2015年5月5日又更换为HXD1D型1898号电力机车。

## 重大事故
- 1968年初春某天，北京铁路局北京内燃机务段的东风型1220号机车，牵引一列旅客列车行驶在京包铁路关沟段，由于燃油管路泄漏并溅在高温的消声器上致使机车起火，车内各项主要设备包括柴油机、传动装置、高压电器柜均被严重烧毁，车体严重变形。尽管修复烧损机车的难度很高，但北京内燃机务段决定自己动手修复这台机车，作为国庆20周年的献礼。1969年9月，东风型1220号机车在北京内燃段完成修复，经机车水阻试验和上线试运行，机车各种性能和技术指标都完全符合要求，并且被机务段命名为“国庆20号”机车[19]。
- 1969年5月29日晚上10时19分，北京铁路局北京内燃机务段的东风型1210号机车，牵引由兰州开往北京的44次特快旅客列车（后演变为今K41/4/3/2次列车）到达双沙铁路东郊站，因当日北京工程段在内燃机务段扩建施工时铲断了地下电缆，造成东郊至北京站间半自动闭塞系统故障，改用电话闭塞法行车，因此44次列车在东郊站临时停车接过路票，并于晚上10时20分从东郊站开出。当列车接近北京站时，司机和副司机两人看见进站信号机显示红灯，但司机盲目认为路票有效范围包含进站，并不顾副司机劝阻，执意越过进站信号机开往北京站，当发现前方进路有列车迎面开来已停车不及，于晚上10时27分在北京站57号道岔处，与由北京开往太原的87次旅客快车（后演变为今K601/602次列车）发生正面冲突（由北京铁路局保定机务段的人民型1224号蒸汽机车牵引）。事故造成87次列车司机和司炉当场丧生，旅客和列车乘务人员重伤10人、轻伤457人，机车大破3台、客车大破4辆、小破19辆[20]。
- 1971年4月28日上午9时08分，装载砂石的4302次路用小运转列车在成昆铁路普雄站停车时，折角塞门被人关闭，当列车开车后因制动失效引致列车溜逸，于成昆铁路下普雄至铁西之间，与9013次军用列车迎头相撞，发生列车冲突重大事故，导致26人死亡、105人受伤，货车报废14辆，东风型机车报废3台，中断行车80小时34分。
- 1976年6月6日，齐齐哈尔铁路局加格达奇机务段的东风型1634号机车，牵引1614次货物列车经由嫩林铁路运行，当列车运行至哈力图至哈达阳间K19+800M处，机车乘务员发现机车着火，并停车请求救援。事故造成机车大破、损坏若干钢轨和枕木、中断正线行车2小时15分。
- 1978年12月16日凌晨，郑州铁路局郑州机务南段的东风3型0194号机车，牵引由西安开往徐州的368次直通旅客列车经陇海铁路运行，原定应在杨庄站停车会让由南京开往西宁的87次直通旅客快车（后演变为今T118/5/6/7次及K378/5/6/7次列车），但由于368次列车正、副司机打瞌睡，列车失去控制、没有停车，在杨庄站拦腰撞上正在通过的87次列车。87次列车的6、7、8、9四节车厢被368次列车撞出铁轨，造成324名旅客伤亡，是为震惊中外的的“杨庄事故”。肇事的东风3型0194号机车左侧严重破损，定为中破。
- 1981年5月1日，乌鲁木齐铁路局乌鲁木齐机务段的东风3型0149号机车，单机经由六道湾铁路从六道湾返回乌西，行至13公里附近无人看守道口时与一辆属于自治区外贸皮革厂的抢道汽车相撞，事故造成14人当场死亡、26人重伤、11人轻伤。
- 1981年7月9日凌晨，成都铁路局燕岗机务段的东风型1546号及1420号机车，双机重联牵引由格里坪开往成都的442次旅客列车经由成昆铁路运行。凌晨约1时30分，大渡河支流利子依达沟爆发泥石流，冲毁沟口的成昆铁路利子依达沟铁路桥。凌晨1时46分，442次列车经过该路段与泥石流遭遇，两节机车、一辆邮政车、一辆行李车、三辆硬座车从断桥上坠下，造成列车颠覆重大事故，死伤及失踪人数240余人，是为1981年成昆铁路列车坠桥事故[21]。
- 1981年10月9日下午5时03分，乌鲁木齐铁路局乌鲁木齐机务段的东风型1483号机车，牵引由北京开往乌鲁木齐的69次特快旅客列车从兰新铁路吐鲁番站开出。此时，担当741次旅客列车本务机车的建设型5958号机车正在出库进入吐鲁番站2道，但由于司机疏忽大意未有在2道末端警冲标前停车，并与69次列车的本务机车发生侧面冲突，致使69次列车的本务机车及机后一位邮政车脱轨，造成机车小破2台、客车小破2辆、轻伤7人，69次旅客列车晚点1小时57分钟。
- 1986年1月22日，乌鲁木齐铁路局柳园机务段的东风型1299号及1304号机车，在兰新铁路疏勒河站准备与3002次货物列车挂车时，由于司机间断瞭望、车速过高，致使机车与停留的列车相撞，事故造成机车小破1台，车辆大破1辆、中破2辆[22]
- 1991年4月24日早上6时35分，北京铁路局古冶机务段的东风型1755号机车，牵引内1007次列车经由京山铁路运行。当列车行驶至唐坊至胥各庄间冒进显示红灯的区间通过信号机，在K248+696M处与内0701次列车尾部相撞，致使内0701次列车尾部6辆车辆脱轨颠覆，内1007次列车的机车脱轨，乘务员2仍受轻伤。事故造成机车小破1台，货车报废4辆、大破2辆、小破3辆，中断下行线行车11小时55分钟[23]。
- 1995年8月21日晚上10时52分，成都铁路局西昌机务段的东风型1517号机车，附挂东风4B型3947号机车，开4021次重联单机由西昌南经成昆铁路开往攀枝花。晚上11时，当机车行驶至小高至乐跃之间K632+341M处时，司机发现前往一颗大树横卧在轨道上，并且有泥石流开始蔓延上铁路，司机立即采取紧急制动，但因处于4‰下坡道上，本务机车和附挂机车停车不及并撞上泥石流后脱轨。事故造成东风型1517号机车报废、东风4B型3947号机车小破，中断正线行车84小时30分钟[24]。
- 1996年5月22日凌晨4时17分，柳州铁路局金城江机务段的东风型机车，双机牵引1401次货物列车运行至黔桂铁路关东站准备停车交会1422次货物列车时，由于本务机车与补机司机擅自关闭机车自动停车装置并打盹睡觉，列车冒进关东站2道出站信号机，与正在进站的1422次列车机后第一位车辆发生侧面冲突，造成1401次机车及1422次机后1、2位车辆脱轨。两台东风型机车小破，货车大、中、小破各1辆，中断行车13小时19分，构成列车冲突重大事故[25]。
- 1997年8月4日早上7时05分，成都铁路局六盘水机务段的东风型1721号及1712号机车，牵引2502次货物列车经由盘西铁路运行，当列车行驶至火铺至红果间K87+369M处，由于路基下部石灰岩溶洞顶部突然塌陷，导致本务机车脱轨、机后第1～6位车辆颠覆，事故造成机车小破1台，货车大破6辆、中破3辆，中断正线行车21小时15分钟[24]。
- 2001年8月27日上午8时55分，沈阳铁路局大石桥机务段的东风型1336号机车在大石桥站一调担当调车作业。机车逆向去下行13道挂21辆车后回牵时，由于机车乘务员未认真瞭望、确认信号，冒进调车信号机、越过警冲标，与正在进11道停车的45207次货物列车侧面冲突，造成45207次列车第18至21位车辆一侧立柱、侧柱、侧板不同程度刮损，机车及45207次第20位车辆脱轨，东风型1336号机车小破，车辆中破1辆、小破3辆。构成列车冲突险性事故。

## 车辆保存

### 静态保存

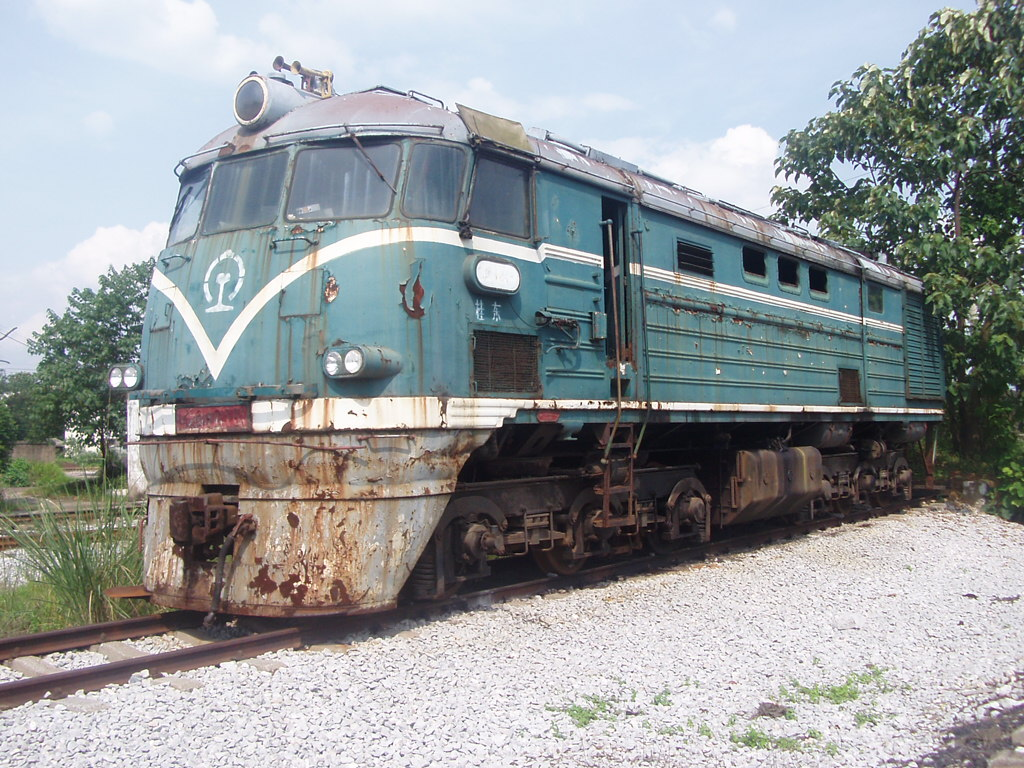
停放在桂林东站内的东风型1846号柴油机车，拍摄于2010年7月。

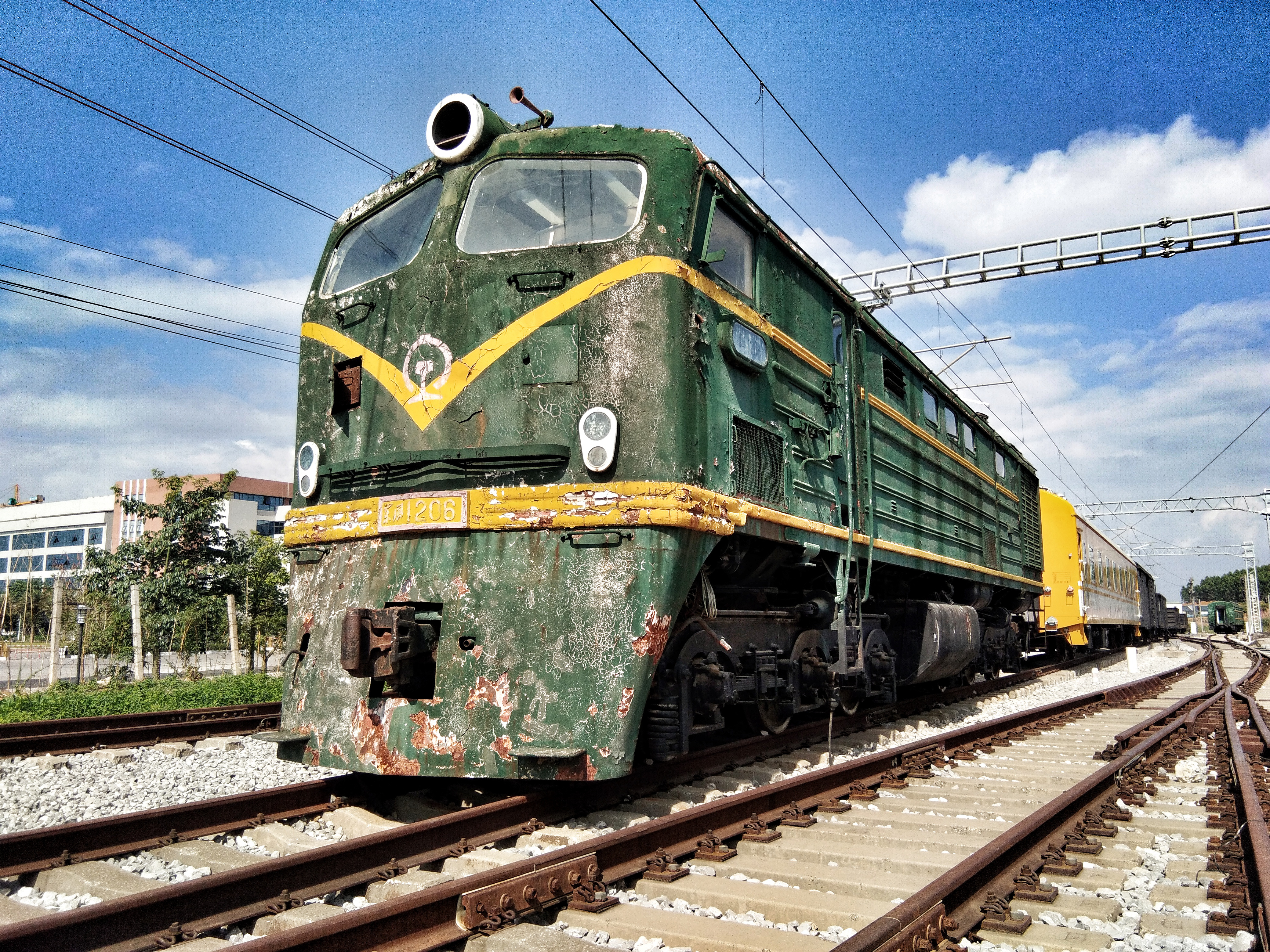
柳州铁道职业技术学院内作为教学机车用的东风型1206号柴油机车，拍摄于2018年6月。

- 东风型1205号机车，于1964年1月由大连机车车辆厂制造，出厂后配属齐齐哈尔铁路局加格达奇机务段，至2000年6月在加格达奇机务段正式退役后，被保存于机务段内。
- 东风型1206号机车，于1964年12月由大连机车车辆厂制造，出厂后配属柳州铁路局麻尾机务段。1973年4月，麻尾机务段划归成都铁路局，这台机车转配属柳州铁路局金城江机务段，至2001年退役后移交柳州铁路司机学校（今柳州铁道职业技术学院）作为教学用具。2016年3月，这台机车从和平校区转移至官塘校区[26]。
- 东风型1301号机车，于1966年12月由大连机车车辆厂制造，出厂后配属乌鲁木齐铁路局柳园机务段。1988年10月，根据铁道部命令转配属哈尔滨铁路局伊图里河机务段，至2000年代初退役报废。2002年10月，伊图里河机务段完成修复了这台机车，按铁道部运装机运电 （2002）1156号电报的要求，无火回送至北京的中国铁道博物馆永久收藏，同时被评定为中华人民共和国国家一级文物[27]。
- 东风型1330号机车（现改编号2207），于1967年由大连机车车辆厂制造，于1994年由成都机车工厂进行翻新，并改号为2207号，转售予深圳韶峰水泥公司，在深圳罗湖区清水河仓库一带作为调车机车。2005年，该机车又被售予拥有清水河铁路支线以及笋岗－清水河片区仓库主要产权的深业集团。2016年，这台东风型机车连同深业集团的另一台调车机车（东风5型1134号机车），被放置于新建的清水河铁路公园（位于深圳地铁3号线草埔站、深业进元大厦旁）向公众展示[28]。
- 东风型1443号机车（现改编号1227），保存于南宁市江南区的江南公园。1990年代初，南宁化工厂从柳州铁路局金城江机务段购入东风型1210号、1227号机车，用于南宁化工厂铁路专用线的车辆取送和调车作业。1990年代中期，金城江机务段将该段配属的东风型1429号、1443号机车，以换车不换号的方式交换南宁化工厂的东风型1210号、1227号机车，两对机车相互置换但仍保留对方的车号。因此，保留至今的东风型1227号机车实际上是东风型1443号机车。该辆机车于2014年退役后一直存放在南宁化工厂内，后来由于南宁化工厂拆迁并拍卖报废机车，南宁市江南区政府于2016年出资买下了东风型1227号机车，然后把机车从南宁化工厂迁移到了兴建中的江南公园[29]。2019年11月，东风型1227号机车经过外观翻新后向游客开放展示[30]。
- 东风型2058号机车，于1973年由戚墅堰机车车辆厂制造，出厂后曾经配属成都铁路局水城机务段。2000年代初退役后长期存放在昆明机务段内，至2014年进入云南省昆明市的云南铁路博物馆保存展示。
- 东风型2154号机车，于1974年由大连机车车辆厂制造，曾配属郑州铁路局襄樊北机务段运用并于2001年退役。武汉铁路局于2011年将该机车捐赠予郑州铁路职业技术学院，放置于新校区的铁路轨道综合技能演练场作为教学用具。

### 其他车辆
- 巨龙型0001号机车，于1958年9月由大连机车车辆厂制造，出厂后曾经配属北京铁路局北京内燃机务段，1972年退役后经铁道部批准转配吉林铁路局吉林水电段，改装成装机容量1000千瓦的发电车作为铁路备用发电设施，1988年转配哈尔滨铁路局海拉尔铁路分局伊图里河水电段，至2000年代初报废。
- 云南冶炼厂拥有三台购自昆明铁路局的东风型机车，其中东风型2026号机车于1972年由戚墅堰机车车辆厂制造，东风型2012号机车于1971年由戚墅堰机车车辆厂制造，东风型1683号机车于1971年由大连机车车辆厂制造，截至2018年云南冶炼厂的东风型机车仍然有运用的纪录。
- 南宁虎邱城北钢材市场拥有东风型1587号机车，由于南宁轨道交通的建造工程切断了钢材市场专用线，该辆机车于2015年停止运用至今。
- 四川省凉山彝族自治州的越西县乃托水泥厂拥有东风型1885号机车，于1970年由大连机车车辆厂制造，该辆机车截至2018年尚在运用。该机车已于2021年6月被拆毁。
- 桂林市东郊的桂林东站存放着东风型1846号机车，机车上下所有大小电线、接线柱、接触器、继电器、蓄电池、冷却单节、小电机均拆除，主发电机大线、接线板、磁极线圈均拆除。2017年9月，南宁铁路局通过中国铁路采购网在网上发布了报废机车招标公告，将这台东风型内燃机车按28万元人民币底价出售[31]，同年10月机车被拆解[32]。

## 参看
- TE3型柴油机车
- TE7型柴油机车
- 东风2型柴油机车
- 飞龙型柴油机车
- 韶山1型电力机车
- 中国柴油机车列表